# FASTLIGHT
FASTLIGHTは静止した状態と移動する標的のどちらも攻撃可能な小型車両から展開可能なように設計された小径、軽量 (50 kg/110 lbs) 精密誘導滑空爆弾 that can attack both fixed and moving targets. イスラエル・ミリタリー・インダストリーズ (IMI)によって開発された。 非対称戦での使用を想定しており、周囲への巻き添えによる被害を最小にする事を最優先しており、相対的に軽量な弾頭を備える GPS誘導/INS/レーザー誘導を備えており、平均誤差半径は10mである。